# أوبرموشل
اوبرمشل (بالألمانية: Obermoschel) هي بلدة ألمانية تقع في ألمانيا في راينلند بالاتينات. يقدر عدد سكانها بـ 1,154 نسمة .